# Bardiani CSF/Saison 2015
Diese Liste beschreibt die Mannschaft und die Erfolge des Radsportteams Bardiani CSF in der Saison 2015.

## Saison 2015

### Erfolge in der UCI WorldTour
In der Saison 2015 gelangen dem Team nachstehende Erfolge in der UCI WorldTour.
| Datum   | Rennen                   | Sieger      |
| ------- | ------------------------ | ----------- |
| 19. Mai | 10. Etappe Giro d’Italia | Nicola Boem |

### Erfolge in der UCI Europe Tour
In der Saison 2015 gelangen dem Team nachstehende Erfolge in der UCI Europe Tour.
| Datum          | Rennen                         | Kat. | Sieger          |
| -------------- | ------------------------------ | ---- | --------------- |
| 18. August     | 1. Etappe Tour du Limousin     | 2.1  | Sonny Colbrelli |
| 18.–21. August | Gesamtwertung Tour du Limousin | 2.1  | Sonny Colbrelli |
| 11. Oktober    | Gran Premio Beghelli           | 1.HC | Sonny Colbrelli |

### Abgänge – Zugänge
| Zugänge            | Team 2014      | Abgänge           | Team 2015                                  |
| ------------------ | -------------- | ----------------- | ------------------------------------------ |
| Luca Chirico       | MG Kvis-Wilier | Marco Coledan     | Trek Factory Racing                        |
| Simone Andreetta   | Neoprofi       | Marco Canola      | UnitedHealthcare Professional Cycling Team |
| Paolo Simion       | Neoprofi       | Filippo Fortin    | GM Cycling Team                            |
| Luca Sterbini      | Neoprofi       | Stefano Locatelli | Karriereende                               |
| Paolo Sterbini     | Neoprofi       | Angelo Pagani     | Karriereende                               |
| Alessandro Tonelli | Neoprofi       | Paolo Colonna     | Unbekannt                                  |
|                    |                | Donato De Ieso    | Unbekannt                                  |

### Mannschaft
| Name                | Geburtstag         | Nationalität |
| ------------------- | ------------------ | ------------ |
| Simone Andreetta    | 30. August 1993    | Italien      |
| Enrico Barbin       | 4. März 1990       | Italien      |
| Enrico Battaglin    | 17. November 1989  | Italien      |
| Nicola Boem         | 27. September 1989 | Italien      |
| Francesco Bongiorno | 1. September 1990  | Italien      |
| Luca Chirico        | 16. Juli 1992      | Italien      |
| Sonny Colbrelli     | 17. Mai 1990       | Italien      |
| Andrea Manfredi     | 10. Februar 1992   | Italien      |
| Andrea Piechele     | 29. Juni 1987      | Italien      |
| Stefano Pirazzi     | 11. März 1987      | Italien      |
| Nicola Ruffoni      | 14. Dezember 1990  | Italien      |
| Paolo Simion        | 10. Oktober 1992   | Italien      |
| Luca Sterbini       | 12. November 1992  | Italien      |
| Paolo Sterbini      | 11. Dezember 1993  | Italien      |
| Alessandro Tonelli  | 29. Mai 1992       | Italien      |
| Edoardo Zardini     | 2. November 1989   | Italien      |